# Lariscus
Lariscus é um gênero de roedores da família Sciuridae.

## Espécies
- Lariscus hosei (Thomas, 1892)
- Lariscus insignis (F. Cuvier, 1821)
- Lariscus niobe (Thomas, 1898)
- Lariscus obscurus (Miller, 1903)